# Palauig
Palauig ist eine philippinische Stadtgemeinde in der Provinz Zambales. Sie hat 34.947 Einwohner (Zensus 1. August 2015).

## Baranggays
Palauig ist politisch in 19 Baranggays unterteilt.
| - Alwa - Bato - Bulawen - Cauyan - East Poblacion - Garreta - Libaba - Liozon - Lipay - Locloc | - Macarang - Magalawa - Pangolingan - Salaza - San Juan - Santo Niño - Santo Tomas - Tition (San Vicente) - West Poblacion - Scarborough-Riff (Von den Philippinen beanspruchte Ausschließliche Wirtschaftszone) |